# Луизао
Андерсон Луис да Силва (порт. Ânderson Luís da Silva; 13. фебруар 1981), познатији као Луизао, бивши је бразилски фудбалер. Играо је на позицији центархалфа.
Луизао је почео каријеру у бразилском Јувентусу након којег је провео три сезоне у Крузеиру. Остатак каријере, односно 15 сезона, провео је у Бенфици чији је био и капитен дуго времена. У Бенфици је поставио три рекорда: највише одиграних утакмица у континенталним такмичењима (127), највише освојених значајних трофеја (20) и највише утакмица на којима је био капитен (414).
За репрезентацију Бразила одиграо је 44 утакмице и постигао три гола.

## Успеси

### Клуб
Крузеиро
- Серија А Бразила: 2003.
- Куп Бразила: 2000, 2003.[2]

Бенфика
- Прва лига Португалије: 2004/05, 2009/10, 2013/14, 2014/15, 2015/16, 2016/17.
- УЕФА лига Европе: финалиста 2012/13, 2013/14.

### Репрезентација
Бразил
- Копа Америка: 2004.
- Куп конфедерација: 2005, 2009.
- КОНКАКАФ златни куп: сребрна медаља 2003.

### Индивидуални
- Козме Дамиао награда — Бенфикин фудбалер године: 2009.[3]